# Thelonious Monk Trio
Thelonious Monk Trio ist ein Album von Thelonious Monk. Es enthält die Aufnahmen von zwei Triosessions, die in New York am 15. Oktober und 18. Dezember 1952 entstanden. Sie erschienen 1953 zunächst als 10-Zoll-Langspielplatte unter dem Titel Thelonious und 1956 um zwei Titel erweitert als 12-Zoll-LP unter dem Titel Thelonious Monk Trio bei Prestige Records. In unveränderter Form wurden die Aufnahmen schließlich 1991 in Japan als Compact Disc veröffentlicht.

## Hintergrund
Nach den letzten Studioaufnahmen Thelonious Monks für Blue Note Records, als er in Sextettbesetzung (mit Kenny Dorham, Lou Donaldson, Lucky Thompson, Nelson Boyd und Max Roach) die Titel Skippy, Hornin’ In, Sixteen, Carolina Moon Let’s Cool One und I’ll Follow You eingespielt hatte, war der Pianist bei Bob Weinstocks Plattenlabel Prestige Records unter Vertrag. Bob Weinstock war bekannt dafür, dass er ohne Schnickschnack, ohne Proben und mit Bargeld operierte, und er holte Thelonious Monk mit seinem Trio zu drei Aufnahmesessions, die sich über die Jahre von 1952 bis 1954 erstreckten. Die von Monk eingespielten Kompositionen waren zumeist während der Blue-Note-Jahre entstanden. Auf seiner ersten EP/LP spielte er Dekonstruktionen von populären Standards, Just a Gigolo, Sweet and Lovely und These Foolish Things.
Obwohl Monk bereits ab 1944 (als Mitglied des Coleman Hawkins Quartetts) aufgenommen hatte, lebte er 1952 in einer schwierigen Situation, als er den Vertrag mit Prestige abschloss. Ein Verstoß gegen das Betäubungsmittel-Gesetz führte zum Widerruf der Kabarettkarte Monks, was dazu führte, dass er in New York City keine Auftritte mehr in den Jazzclubs von Manhattan stattfanden und ihm dieses Einkommen fehlte. Die Prestige-Aufnahmen boten ihm jedoch die Möglichkeit, seine Bekanntheit zu erhalten und zu steigern. Seine erste Veröffentlichung für das Label – als EP einfach Thelonious genannt – produzierte Ira Gitler.
Am 15. Oktober 1952 nahm der Pianist zunächst Little Rootie Tootie und Monk’s Dream (die auf der Single Prestige 850 erschienen) sowie Sweet and Lovely und Bye-Ya (#795) auf. Mit Monk spielten der Bassist Gary Mapp und der Schlagzeuger Art Blakey. Die vier Titel veröffentlichte das Prestige-Label als EP The Thelonious Monk Trio (PrEP 1329).

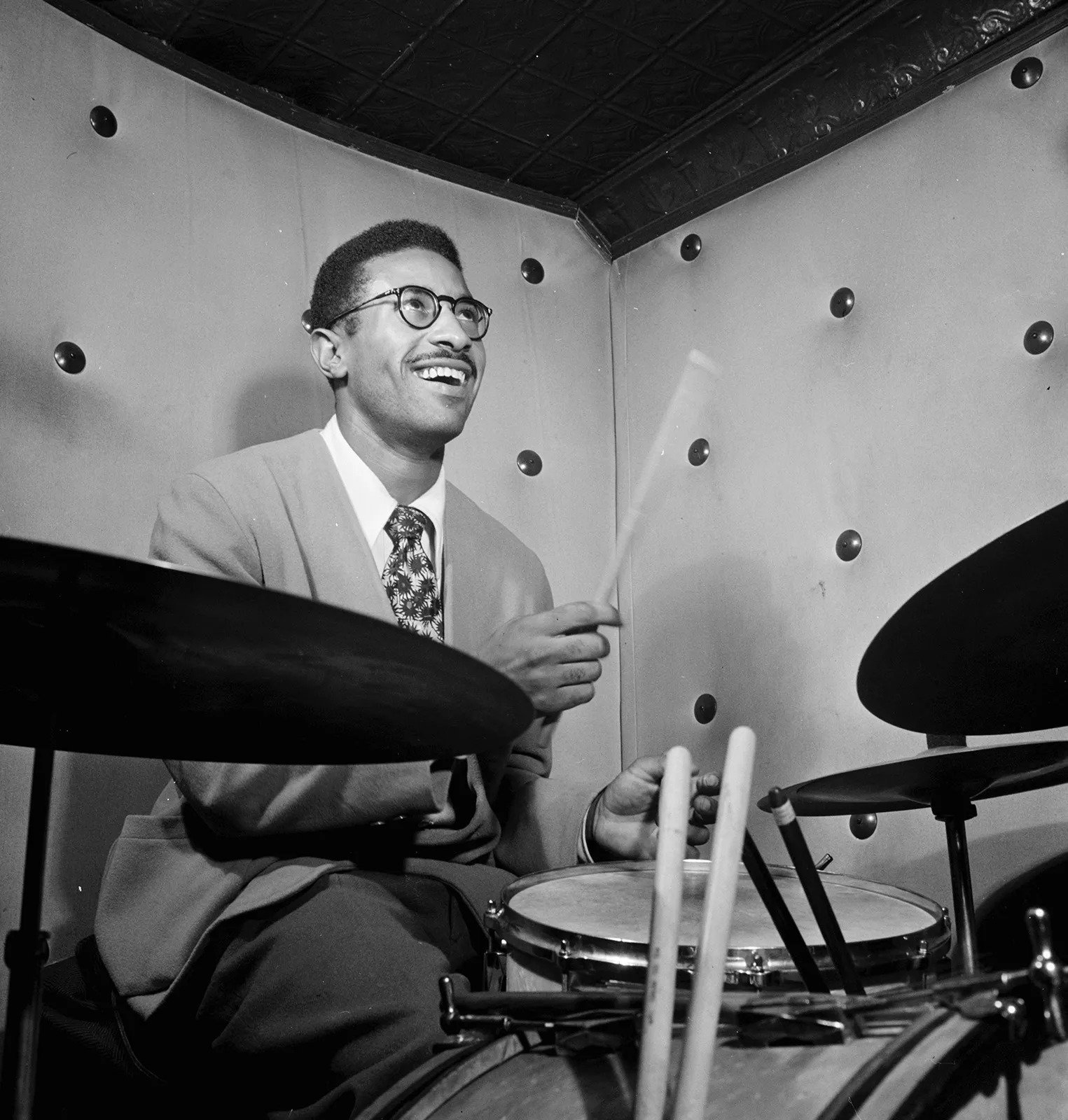
Max Roach, Three Deuces, NYC, ca. Oktober 1947 (Fotografie von William P. Gottlieb)

Am 18. Dezember 1953 folgte die zweite Prestige-Session Monks, diesmal mit Max Roach am Schlagzeug; es entstanden die Titel Trinkle Tinkle, These Foolish Things, Bemsha Swing und Reflections. Alle acht Titel von 1952 erschienen zunächst 1953 auf dem 10-Zoll-Album Thelonious (Prestige PRLP 142).
Nach zwei Quintett-Sessions im November 1953 bzw. im Mai 1954 für Prestige und seinem Paris-Aufenthalt im Sommer 1954 ging Monk erneut in einer Triobesetzung ins Studio; bei Toningenieur Rudy Van Gelder in Hackensack, New Jersey, entstanden mit Percy Heath (Bass) und Art Blakey am 22. September 1954 die Titel Blue Monk und Just a Gigolo, letzterer eine Solonummer Monks. Mit den ebenfalls bei der September-Session aufgenommenen Titel Nutty und Work veröffentlichte Prestige die EP Thelonious Monk Plays (PrLP 189). Nutty und Work erschienen später auf der 12-Zoll-LP Thelonious Monk/Sonny Rollins bei Prestige.

## Titelliste

### Thelonious(10"-LP, 1953)
- Thelonious (Prestige – PRLP 142)[6]

A1  Little Rootie Tootie (Monk) 3:03

A2  Sweet and Lovely (Gus Amheim, Jules LeMare, Harry Tobias) 3:31

A3  Bye-Ya  (Monk) 2:43

A4  Monk’s Dream (Monk) 3:02
B1    Trinkle Tinkle (Monk) 2:45

B2  These Foolish Things (Harry Link, Jack Strachey, Holt Marvell) 2:42

B3  Bemsha Swing (Denzil Best, Th. Monk) 3:05

B4  Reflections (Monk) 2:41

### Thelonious Monk Plays(EP)
- Thelonious Monk Plays (Prestige – PRLP 189)[7]

A1  Work (Monk)

A2  Nutty (Monk)
B1  Blue Monk (Monk)

B2  Just a Gigolo (Leonello Casucci, Julius Brammer)

### Thelonious Monk Trio(12"-LP 1956)
- Thelonious Monk Trio – Thelonious Monk Trio (Prestige – PRLP 7027)[4]

A1 Blue Monk 7:30

A2 Just a Gigolo 2:45

A3 Bemsha Swing 3:05

A4 Reflections 2:41
B1 Little Rootie Tootie 3:03

B2 Sweet and Lovely 3:31

B3 Bye-Ya 2:43

B4 Monk’s Dream 3:02

B5 Trinkle Tinkle 2:45

B6 These Foolish Things 2:42

## Rezeption
Ronnie D. Lankford, Jr. verlieh dem Album in AllMusic 4½ (von fünf) Sterne und schrieb, Monk entfesselte seine eigenwilligen Klavierlinien vor einer freien Kulisse. Das wunderschöne Eröffnungsstück Blue Monk sei ein Highlight des Albums und kombiniere auf seltsame Weise disharmonische Riffs in einer melodischen und sehr einprägsamen Struktur. Little Rootie Tootie sei eine weitere faszinierende Studie in Dissonanz mit einigen großartigen Schlagzeug-Arbeiten von Blakey. Da das Album aus drei verschiedenen Sessions zusammengesetzt wurde, ist es oft schwierig, die unterstützenden Spieler bei einzelnen Mitschnitten zu identifizieren. Die zehn Stücke böten ein vertracktes Zusammenspiel zwischen Bass, Schlagzeug und Klavier. „Sie bieten den nötigen Raum für Monks Erkundungen, die Bilder eines Mathematikers hervorrufen, der geometrische Muster auf der Tastatur ausarbeitet. Während mathematische Musik ein bisschen kalt und seelenlos klingt, rufen Stücke wie ‚Monk’s Dream‘ und ‚Trinkle, Tinkle‘ eine erhabene Schönheit hervor, wenn sie Ordnung aus dem Chaos schaffen.“

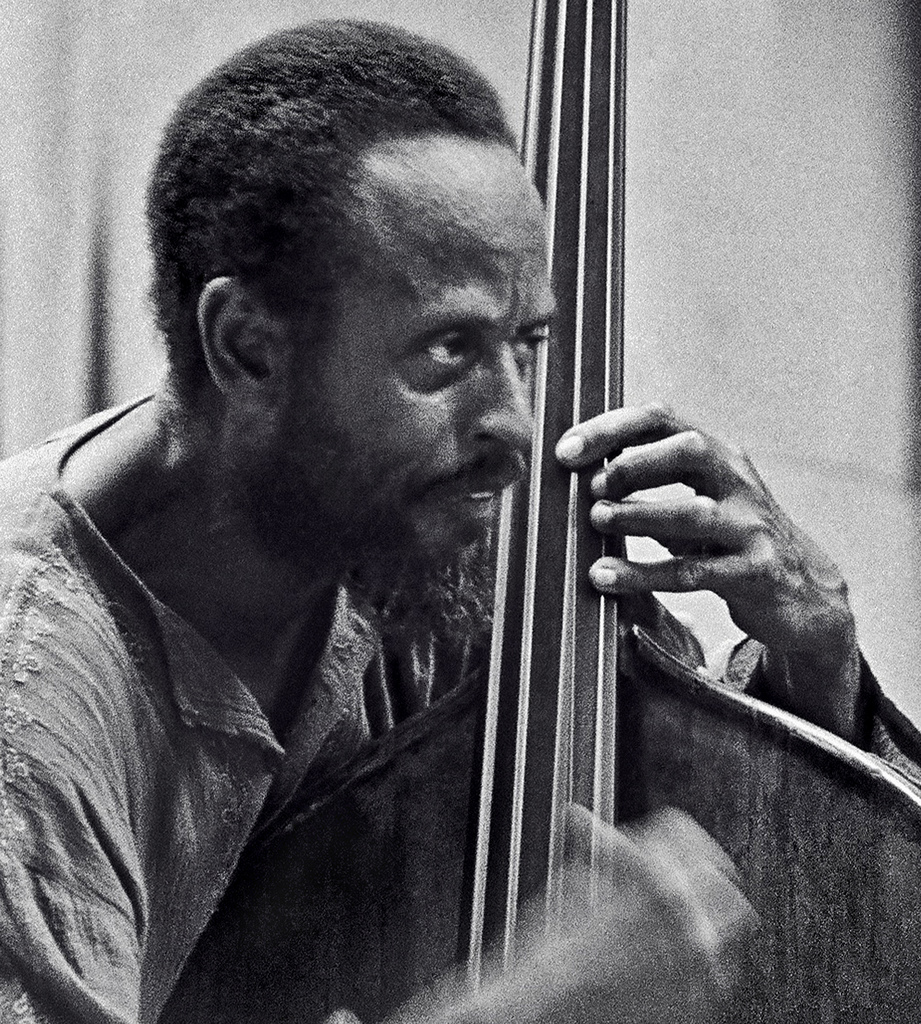
Percy Heath; 1977

Charles De Ledesma schrieb 2007 für BBC, „die Mitschnitte zeigen treffend seine Stilmerkmale, voller dissonanter Harmonien und geschwungener, melodischer Wendungen. Vor all seinen technischen Neuerungen liegt jedoch Monks höchst sympathische, unorthodoxe Herangehensweise an das Klavier, die eine treibende Schlagkraft mit skurrilen Beugungen und einem wunderbaren Gefühl für Raum und Timing kombiniert.“ Nach Ansicht des Autors hätten die verschiedenen Mitspieler des Pianisten „wenig Einfluss auf den Gesamteffekt - Monk bietet durchweg einen üppigen Fluss aus Melodie, Interpunktion, Nuance und Charme.“
Chris May, der 2007 in All About Jazz die remasterte Edition von Rudy Van Gelder rezensierte, bezeichnete Thelonious Monk Trio als „unsterbliche, stratosphärische Musik“ und „unter den ewigsten“ von Monks Veröffentlichungen. „In dieser Zeit wie keine andere“, meinte May, „hatte Monks rhythmischer Angriff die Kraft eines Expresszuges.“
„Dieses erste [Prestige]-Album […] filtert Monks einzigartigen, dissonanten Stil durch das Trio-Format mit faszinierenden Ergebnissen“ schrieb Chris Ingalls 2007 in Pop Matters. Nicht nur die Klangqualität einer 65-jährigen Aufnahme sei beeindruckend, „auch das Selbstvertrauen, mit dem Monk und seine Band diese Songs spielen, ist atemberaubend. Seine Modernität und Originalität lassen ihn auch im aktuellen Musikklima zutiefst frisch klingen. Zukünftige Monk-Standards wie ‚Monk’s Dream‘ und ‚Trinkle, Trinkle‘ schaffen es, unvergessliche Melodien mit einzigartigen Notenclustern zu kombinieren. Diese Verschmelzung von summbaren Melodien mit der Auswahl von schrillen Noten half Monk, in den Legendenstatus zu gelangen, und die Art und Weise, wie das Trio während dieser entscheidenden Sessions „tickt“, hilft Monk, die Musik in seinem Kopf erfolgreich zu interpretieren. Monks ungewöhnliches Verhalten ist auch erlebbar, als deutlich zu hören ist, wie er mit seiner Stimme die Klaviernoten nachahmt (ähnlich wie bei ähnlichen Legenden wie Glenn Gould und Keith Jarrett). Es ist auch interessant, Bemsha Swing (später auf seinem klassischen Album Brilliant Corners von 1956 mit einer größeren Band aufgenommen) in einem intimeren Format zu hören.“
Zu Thelonious Monk Plays, der vierte 10-Zoll-LP notierte Ingalls, dass es größtenteils Originalmaterial Monks enthielt, mit der Ausnahme eines „merkwürdigen Standard[s]“. Just a Gigolo wurde von Monk als Solo-Klavierstück arrangiert, wobei die bekannte Melodie durch die übliche Dissonanz gebrochen wird, für die Monk bekannt ist, und einem Song, der am besten in Versionen von Louis Armstrong,  Fats Waller und Art Tatum bekannt ist, eine einzigartige Note verleiht. In den weiteren Titeln, wie dem mittlerweile berühmten Monk-Original ‚Blue Monk‘ – mit einem exzellenten Blakey-Schlagzeug-Solo – gelingt es Thelonious Monk auf dieser Aufnahme, entweder alleine oder mit seiner Band gleichermaßen in die Aufnahmen einzusteigen, und es spricht Bände nicht nur für Monks Spiel- und Arrangierstile, sondern auch für das Kaliber der Musiker, mit denen er in diesen fruchtbaren Jahren zusammengearbeitet hat.

## Anhang: Die Prestige-10-Zoll-Alben und EPs
- Thelonious Monk Trio: Thelonious (Prestige PrLP 142), rec 15. Oktober 1952 (Seite A) und 18. Dezember 1952 (Seite B)
- Thelonious Monk Quintet Blows For LP, Featuring Sonny Rollins (Prestige PrLP 166), Rec. 13. November 1953
- 195? EP: Thelonious Monk Quintet Featuring Sonny Rollins – Blows For LP (rec 13. November 1953; wiederveröffentlicht auf Thelonious Monk/Sonny Rollins 1957)
- Thelonious Monk Quintet (with Frank Foster, Art Blakey) (Prestige PrLP 180), Rec 11. Mai 1954
- Thelonious Monk Plays (with Percy Heath and Art Blakey) (Prestige PrLP 189), Rec 22. September 1954
- Sonny Rollins and Thelonious Monk (Prestige PrLP 190), Rec 25. Oktober 1954